# Cyathea
Cyathea is een botanische naam van een geslacht van varens. De naam is afgeleid uit het Grieks 'kyathos' = beker. Het gaat om een geslacht met tweehonderd tot driehonderd soorten die voorkomen in tropische en subtropische gebieden tot op grote hoogten. Soms worden hierbij ook de soorten ingedeeld die anders de geslachten Alsophila, Hemitelia en Sphaeropteris vormen, maar dan komt het aantal soorten boven de zeshonderd.
Het zijn boomvarens met dikwijls lange stammen, die in principe ontstaan zijn vanuit het in elkaar draaien en vlechten van de bladstelen. Ze hebben vaak drievoudig geveerde bladeren, die enkele meters lang kunnen worden. De sori bevinden zich aan weerszijden van de middennerf der blaadjes en hebben een 'bekervormig' indusium.
Ondanks de redelijk grote aantallen soorten spreekt men toch van een levend fossiel. Bekende soorten uit dit geslacht zijn:
- Cyathea arborea
- Cyathea dealbata
- Cyathea medullaris